# Avió coet
|  | No s'ha de confondre amb Coet. |

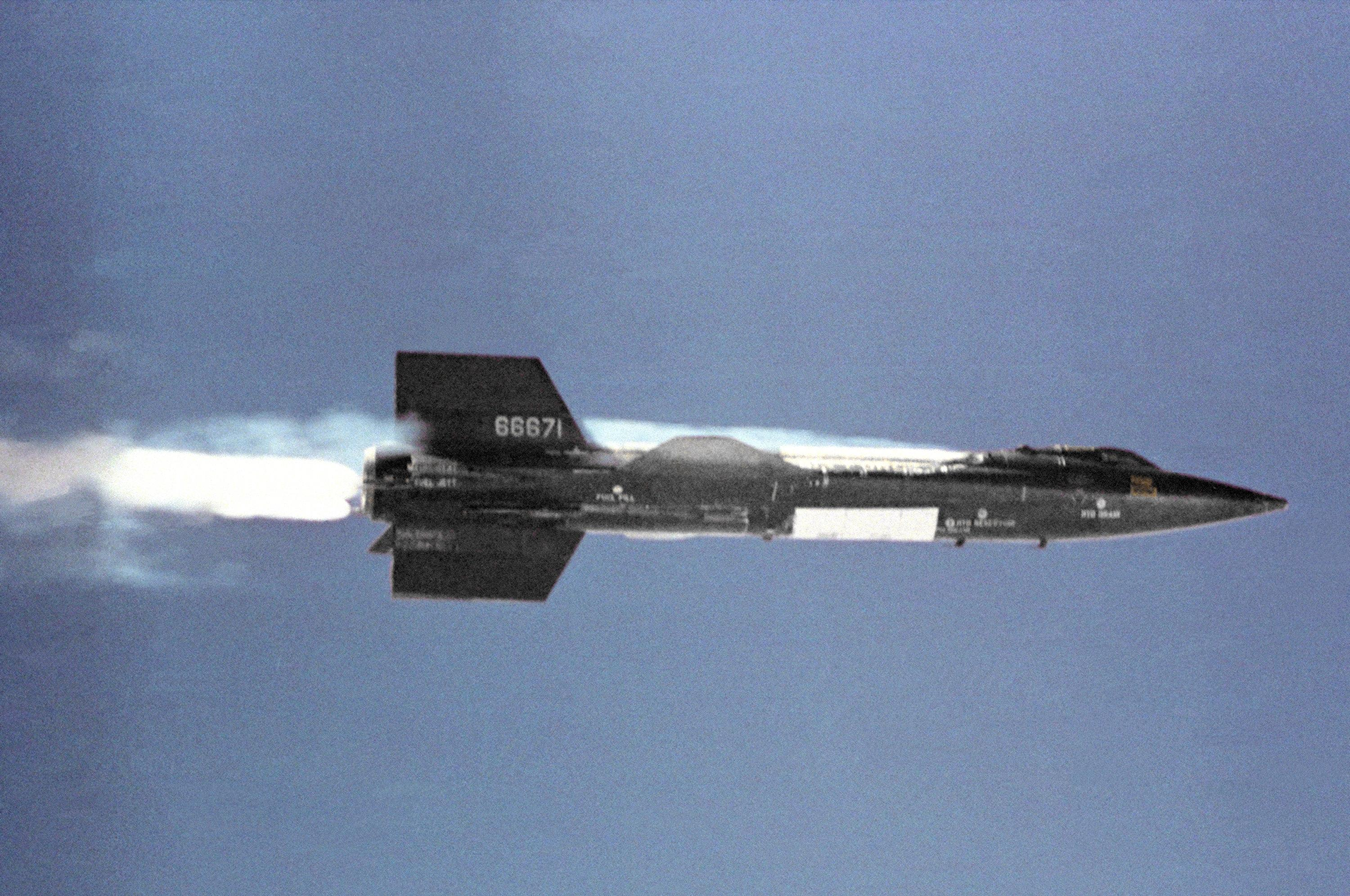
North American X-15.

Un  avió coet  és una aeronau que usa un coet com a propulsió, de vegades juntament amb un reactor. Els avions coet poden arribar a velocitats molt més altes que els avions de mida similar, però en la majoria de casos només amb uns minuts de funcionament del coet, funcionant després com un planador. Sense obstacles per la necessitat d'oxigen de l'atmosfera, són adequats per al vol a gran alçada. També són capaços de lliurar una acceleració molt més gran i uns enlairaments més curts.

## Antecedents històrics
La primera aeronau que va funcionar amb un coet va ser la Lippisch Ente, que va volar el 1928. L'únic avió coet que va ser produït en cadena va ser el Messerschmitt Me 163 el 1944, un dels diferents intents d'avió coet de l'Alemanya de la Segona Guerra Mundial.
El primer avió coet que va tenir realment èxit va ser el North American X-15, que es va usar durant diversos anys i va aconseguir trencar la velocitat Mach 6.0. El desenvolupament de l'SpaceShipOne, que va volar el 2003, i l'EZ-Rocket de XCOR Aerospace, suggereix que els avions coet poden esdevenir més comuns.